# Suad Amiry
Suad Amiry (Suad Al Amiry, Arabiska: سعاد العامري), född 1951, är en palestinsk författare och arkitekt, bosatt på Västbanken. Hennes mamma är syrisk, hennes pappa palestinier som flydde från Jaffa 1948 . Hon växte upp i Amman, och studerade sedan arkitektur vid American University of Beirut, University of Michigan och Edinburghs universitet. När hon 1981 besökte Ramallah mötte hon Slim Tamari, som hon senare gifte sig med. 
Hennes bok "Sharon och min svärmor" har översatts till 19 språk, och för den tilldelades hon 2004 Internationella Viareggio-priset jämte israelisk-italienska Manuela Dviri. 
1991–1993 var Amiry medlem av en palestinsk fredsdelegation i Washington. Hon är engagerade i flera fredsprojekt med palestinska och israeliska kvinnor. 
Hon är grundare och ledare av Riwaq Centre for Architectural Conservation, som verkar för restauration och skydd av det arkitektoniska kulturarvet i Palestina. 
Amory arbetade på Birzeit universitet fram till 1991, då hon grundade Riwaq, och hon är sedan 2006 ledamot av universitetets styrelse. 